# Basketball Löwen Braunschweig
Die Basketball Löwen Braunschweig sind eine Basketballmannschaft aus Braunschweig. Der Gesellschafter der Basketball Löwen Braunschweig GmbH ist Dennis Schröder.

## Geschichte
| Saison  | Platz | S / N   | Punkte  | Körbe       |
| ------- | ----- | ------- | ------- | ----------- |
| 2000/01 | 06    | 13 / 13 | 26 – 26 | 2271 : 2390 |
| 2001/02 | 12    | 07 / 19 | 14 – 38 | 2027 : 2230 |
| 2002/03 | 03    | 17 / 09 | 34 – 18 | 2127 : 2035 |
| 2003/04 | 11    | 11 / 17 | 22 – 34 | 2258 : 2368 |
| 2004/05 | 12    | 12 / 18 | 24 – 36 | 2325 : 2399 |
| 2005/06 | 16    | 07 / 23 | 14 – 46 | 2226 : 2451 |
| 2006/07 | 14    | 13 / 21 | 26 – 42 | 2460 : 2634 |
| 2007/08 | 09    | 17 / 17 | 34 – 34 | 2551 : 2584 |
| 2008/09 | 13    | 14 / 20 | 28 – 40 | 2452 : 2455 |
| 2009/10 | 08    | 19 / 15 | 53      | 2688 : 2629 |
| 2010/11 | 05    | 20 / 14 | 54      | 2647 : 2563 |
| 2011/12 | 07    | 18 / 16 | 36 – 32 | 2645 : 2651 |
| 2012/13 | 13    | 14 / 20 | 28 – 40 | 2591 : 2723 |
| 2013/14 | 15    | 11 / 23 | 22 – 46 | 2560 : 2628 |
| 2014/15 | 9     | 17 / 17 | 34 – 34 | 2619 : 2653 |
| 2015/16 | 10    | 16 / 18 | 32 – 36 | 2545 : 2611 |
| 2016/17 | 16    | 6 / 26  | 12 – 52 | 2398 : 2708 |
| 2017/18 | 12    | 14 / 20 | 28 – 40 | 2527 : 2741 |
| 2018/19 | 8     | 17 / 17 | 34 – 34 | 2890 : 2853 |
| 2019/20 | 11    | 9 / 11  | 18 – 22 | 1791 : 1831 |
| 2020/21 | 9     | 16 / 18 | 32 – 36 | 2857 : 2812 |
| 2021/22 | 13    | 12 / 21 | 24 – 42 | 2743 : 2787 |
| 2022/23 | 14    | 12 / 22 | 35,3 %  | 2725 : 2829 |
| 2023/24 | 12    | 15 / 19 | 44,1 %  | 2777 : 2869 |

| Legende: |  |  | = Playoffteilnahme |  |  | = Abstiegsplatz |

### Schwieriger Auftakt in die Eigenständigkeit
Bis zur Saison 1999/2000 nahm die SG Braunschweig am Spielbetrieb der 1. Basketball-Bundesliga teil.
Vor der Saison 2000/01 übernahm die neugegründete Basketball-Braunschweig GmbH als Tochtergesellschaft der Metabox Sportmarketing AG den Spielbetrieb vom bisherigen Lizenzinhaber Richard Hartwig. Neuer Namens- und Hauptgeldgeber war das Unternehmen Metabox AG aus Hildesheim. Gleichzeitig fand der Umzug von der Spielstätte Alte Waage in die neuerrichtete Volkswagenhalle statt. Das veranlasste das Fachblatt Basketball zur Einschätzung, in Braunschweig beginne eine neue Ära, die mit „extrem hohen Ansprüchen“ verbunden sei. Die Metabox AG sagte einen Mannschaftshaushalt von jährlich 4,5 Millionen D-Mark zu. Die Hoffnung des Unternehmens, dass sich weitere örtliche Unternehmen anschließen, erfüllte sich bis auf wenige Ausnahmen nicht. Mit Harald Stein wurde eine Braunschweiger Identifikationsfigur zurückgeholt, allerdings beklagte Trainer John Van Crombruggen, lange keine finanzielle Klarheit gehabt zu haben und deshalb in der Mannschaftszusammenstellung behindert worden zu sein. Van Crombruggen trat nach nur zwei Spielen zurück und begründete den Schritt mit Belästigungen durch anonyme Anrufe. Brad Dean wurde sein Nachfolger.
Hauptgeldgeber Metabox geriet in wirtschaftliche Not, die Betreibergesellschaft zahlte die Gehälter der Braunschweiger Spieler im November 2000 mit Verspätung, im selben Monat versuchte sie vergeblich, andere Unternehmen als Nothelfer zu gewinnen.  Metabox drehte Anfang Dezember 2000 den Geldhahn zu und gab seine Anteile an der Betreibergesellschaft im selben Monat für einen symbolischen Verkaufspreis von einer D-Mark an Geschäftsführer Klaus-Peter Klewe ab. Die Basketball-Braunschweig GmbH meldete Mitte Dezember 2000 Insolvenz an, die Basketball-Bundesliga GmbH stellte den Braunschweigern Raphael Beckmann als Krisenhelfer zur Verfügung, der unter anderem dabei helfen sollte, den Spielbetrieb bis zum Saisonende sicherzustellen. Trainer Dean verließ Braunschweig, in den ersten Tagen des Jahres 2001 kam der damalige deutsche Bundestrainer Henrik Dettmann als neuer Trainer. Der Deutsche Basketball-Bund stellte den Braunschweigern die Dienste Dettmanns leihweise zur Verfügung. Ende Januar 2001 übernahm die eilig gegründete Stadtsport GmbH mit dem Stadtsportbund als alleinigem Gesellschafter die Lizenz der Braunschweiger Bundesliga-Mannschaft. Zudem brachten örtliche Unternehmen nun Geld ein, in der Stadt Braunschweig löste die Not des Bundesligisten eine Unterstützungswelle aus, die sich unter anderem durch nunmehr deutlich höhere Zuschauerzahlen ausdrückte. Die Mannschaft hieß fortan Stadtsport Braunschweig.
Da der bisherigen Mannschaft verkündet wurde, nur noch verringerte Gehälter anbieten zu können, verließ die Mehrheit der Spieler Braunschweig, es wurden von Spielern Klagen wegen ausstehender Zahlungen eingereicht. Zudem entschloss man sich, mit „Leihtrainer“ Dettmann nicht weiterzumachen, sondern im Februar 2001 Ken Scalabroni als neuen Trainer zu holen, der in kurzer Zeit unter den wirtschaftlichen schwierigen Bedingungen ein fast vollständig neues Aufgebot zusammenstellen musste. Nur die Spieler Mark Flick und Jason Maile blieben, neu geholt wurden neben anderen die US-Amerikaner John Celestand und Robert Conley. Unter Scalabroni wurde das Bundesliga-Viertelfinale erreicht und das ereignisreiche Spieljahr, das die Zeitung Die Welt als „Braunschweigs chaotischste Saison aller Zeiten“ einstufte, noch mit einem unerwartet guten Ergebnis abgeschlossen.
Die Mannschaft firmierte bis zum Ende der Saison 2001/02 unter dem Namen StadtSport Braunschweig. In der Saison 2002/03 wurde unter dem Namen TXU Braunschweig gespielt. Seit der Spielzeit 2003/04 lautete der Name BS Energy Braunschweig. Am Ende der Saison 2005/06 stand man auf einem Abstiegsplatz. Durch die Aufstockung der Bundesliga um zwei weitere Plätze hatte der Verein die Möglichkeit, sich eine Wildcard in einem Bewerbungsverfahren für zusätzliche 100.000 Euro zu erkaufen. Aufgrund der Saisonleistung blieben auch Mittelzuflüsse aus, sodass der Verein sich dieses nur durch die Unterstützung der Sponsoren (BS Energy, Öffentliche Versicherung Braunschweig, Volkswagen Sport Förderung) leisten konnte. BS Energy verzichtete auf sein Recht des Namensgebers, sicherte aber wie die beiden anderen großen Sponsoren die gleiche Fördersumme wie bisher zu.

### Ab 2006: Als Phantoms zurück in die Meisterrunde
In der Saison 2006/07 wurde das Braunschweiger Bekleidungsunternehmen New Yorker neuer Namenssponsor. Der neue Mannschaftsname wurde in einer Umfrage auf der Website des Unternehmens ermittelt, bei der drei Varianten zur Auswahl standen. 78 % der rund 4800 Teilnehmer stimmten für den Namen New Yorker Phantoms Braunschweig. Nachteilig war allerdings bei diesem Namen, dass Auswärtige den Klub fälschlicherweise mit New York City in Verbindung bringen konnten. Neuer Betreiber der Mannschaft wurde die Phantoms Basketball GmbH. Ab Sommer 2008 wurde die Tunica-Sporthalle im Stadtteil Nördliches Ringgebiet feste Stätte für die Übungseinheiten der Bundesliga-Mannschaft. Die Stadt hatte die Halle für 154 000 Euro umrüsten lassen.
In der Saison 2009/10 erreichte man als achtplatzierte Mannschaft der Hauptrunde das erste Mal nach sieben Jahren wieder die Play-off-Runde. In der Viertelfinalserie schlug man den Hauptrundenersten Oldenburg mit 3:1. Im Halbfinale verloren die Phantoms 0:3 gegen den späteren Deutschen Meister und Pokalsieger Bamberg.
In der Saison 2010/11 gelang erstmals der Einzug in das Endturnier um den BBL-Pokal; nachdem man sich im Viertelfinale mit 88:76 gegen die EWE Baskets Oldenburg durchsetzen konnte, bezwang man im Halbfinale Frankfurt, ehe man sich im Finale der Mannschaft der Brose Baskets Bamberg mit 66:69 geschlagen geben musste.
Die Braunschweiger zogen 2011/12 erneut ins Halbfinale des Pokals ein und unterlagen dort den Telekom Baskets Bonn. Die Mannschaft erreichte in der Hauptrunde den siebten Rang und traf in der ersten Runde der Play-offs auf Ratiopharm Ulm. Die Phantoms unterlagen dort in der Best-of-Five-Serie mit 0:3 und schieden damit im Viertelfinale aus. Bereits während der Saison hatte Trainer Sebastian Machowski angekündigt, den Verein nach Saisonende zu verlassen. Er wechselte zu den EWE Baskets Oldenburg. Sein Nachfolger wurde der Grieche Kostas Flevarakis.
Sportlich verlief die Saison 2012/13, in deren Vorfeld der Mannschaftshaushalt deutlich gekürzt worden war, enttäuschender als die vergangenen Spielzeiten. Die gesamte Saison befand sich die Mannschaft im Abstiegskampf, und man konnte erst am vorletzten Spieltag der Punktrunde durch einen Auswärtssieg bei den Walter Tigers Tübingen den Klassenerhalt sichern. Sportlicher Lichtblick war die Entwicklung von Dennis Schröder, der für seine Leistungen als „bester deutscher Nachwuchsspieler 2013“ und „Most Improved Player 2013“ ausgezeichnet wurde. In der Saisonendphase fehlte Schröder wegen seiner Teilnahme mit einer Jugend-Weltauswahl am Nike Hoop Summit in den Vereinigten Staaten. Kurz nach Saisonende gaben die Braunschweiger bekannt, dass Trainer Flevarakis zur Saison 2013/2014 nicht mehr für den Verein tätig sein werde. Im Sommer 2013 verließ Eigengewächs Schröder Braunschweig in Richtung NBA. Schröders Vertrag mit den Niedersachsen besaß zu diesem Zeitpunkt noch eine Gültigkeit bis 2014, Braunschweigs Geschäftsführer Oliver Braun einigte sich mit den Atlanta Hawks, an die Niedersachsen floss der Bild zufolge eine Ablösesumme von umgerechnet 430 000 Euro.
Als Flevarakis-Nachfolger für die Spielzeit 2013/14 präsentierten die Phantoms den Österreicher Raoul Korner, der zuvor als Trainer bei den EiffelTowers Den Bosch in den Niederlanden tätig war. Ebenso wurde mit Sean McCaw ein neuer Trainer für den Jugend- und Individualbereich vorgestellt. Die Saison wurde auf dem 15. Platz abgeschlossen.

### Ab 2014: Die Löwen sind geboren
2014 schied Oliver Braun nach siebenjähriger Amtszeit als Geschäftsführer und Sportdirektor aus. Im Februar 2014 gab Namens- und Hauptgeldgeber New Yorker bekannt, am Ende der Saison 2013/14 auszusteigen, was für die Geschäftsführung der Mannschaft überraschend kam und Zukunftssorgen auslöste. Daraufhin wurde der Club zum 1. Juli 2014 in Basketball Löwen Braunschweig umbenannt und damit dem Wappentier der Stadt angelehnt, die Farben wurden zu blau und gelb geändert. Damit sollte die Verbundenheit zum Braunschweiger Land ausgedrückt werden. Die Betreibergesellschaft wurde in Basketball Löwen Braunschweig GmbH umbenannt.
Im Mai 2015 wurde die in Zusammenarbeit mit der SG FT/MTV Braunschweig betriebene Ausbildungsmannschaft aus finanziellen Gründen aus der 2. Bundesliga ProB zurückgezogen. Seit 2000 (ab 2002 in der 2. Bundesliga) hatten sich in der von Liviu Călin als Trainer betreuten Mannschaft zahlreiche Talente wie Dennis Schröder, Daniel Theis, Dirk Mädrich, Jan Lipke, Robin Smeulders und Nils Mittmann entwickelt, und sie waren auf diese Weise an die Anforderungen in der 1. Bundesliga herangeführt worden. Im Monat des Rückzugs der Mannschaft gingen die Löwen eine Kooperation mit den Herzögen Wolfenbüttel ein, in die auch die bestehende Zusammenarbeit mit der SG FT/MTV Braunschweig eingegliedert wurde. Die Zusammenarbeit mit Wolfenbüttel wurde zunächst für einen Zeitraum von zehn Jahren vereinbart. Unter anderem war Teil der Absprachen, dass Braunschweiger Talente mit Hilfe von „Doppellizenzen“ in der Herrenmannschaft der Herzöge Spielpraxis sammeln und auf diese Weise an höhere Aufgaben herangeführt werden.
Mit Ablauf der Spielzeit 2015/2016 verließ Trainer Korner die Basketball-Löwen und wechselte innerhalb der Liga zu Medi bayreuth. Nachfolger wurde der ehemalige Bundestrainer Frank Menz.
Die Kaderzusammenstellung im Vorfeld der Saison 2016/2017 gestaltete sich aufgrund des engen Finanzhaushalts schwierig, dementsprechend waren die Erwartungen nicht sehr hoch. Tatsächlich verlief die Saison mit sechs Siegen nicht sehr erfolgreich, letztlich wurde die Klasse gewahrt, weil schon relativ früh in der Saison feststand, dass Phoenix Hagen aufgrund einer Insolvenz die Lizenz verlieren und somit absteigen würde. Außerdem konnte der Aufsteiger Rasta Vechta, der nur zwei Siege in der Saison schaffte, auf Abstand gehalten werden.
Im Februar 2018 kündigte der gebürtige Braunschweiger und mittlerweile in der NBA beschäftigte Dennis Schröder in einem Gespräch mit Telekom Sport sein Vorhaben an, Teilhaber der Mannschaft werden zu wollen, und er nannte es als Ziel, aus den Löwen einen der fünf besten Vereine Deutschlands machen zu wollen. Anfang März 2018 wurde offiziell verkündet, dass Schröder beginnend mit der Saison 2018/19 als Gesellschafter bei der Betreiber-GmbH der Löwen einsteigen und die Anteile der Staake Investment & Consulting GmbH & Co. KG übernehmen würde. Zur Saison 2018/19 übernahm Schröder die Anteile, und seitdem ist er Mehrheitseigentümer der Basketball Löwen Braunschweig. Die Mannschaft zog im Spieljahr 2018/19 als Tabellenachter in die Meisterrunde ein und unterlag dort dem FC Bayern München im Viertelfinale mit 0:3-Siegen.
Anfang Juni 2019 wurde mit dem Austroamerikaner Peter Strobl ein neuer Cheftrainer eingestellt, der in Braunschweig erstmals alleinverantwortlich tätig wurde und zuvor als Co-Trainer in Ulm gearbeitet hatte. Sein Vorgänger Frank Menz, der die Mannschaft im Frühjahr 2019 erstmals seit 2011/12 wieder in die Bundesliga-Meisterrunde führte, hatte bereits im Dezember 2018 mitgeteilt, Braunschweig nach dreijähriger Amtszeit aus persönlichen Gründen zu verlassen. Die eigentlich langfristig ausgelegte Zusammenarbeit mit den Herzögen Wolfenbüttel zwecks Förderung von jungen Spielern wurde im Sommer 2019 beendet, nachdem Wolfenbüttel aus der 2. Bundesliga ProB abgestiegen war.
Im November 2019 kam es wegen unterschiedlicher Meinungen über die Nachwuchsarbeit zum Ende der Zusammenarbeit zwischen den Basketball Löwen und der SG Braunschweig. Die Basketball Löwen zogen ihre Trainer, die auch in den SG-Mannschaften tätig waren, ab. Das Spieljahr 2019/20 endete für die Braunschweiger Ende März 2020 wegen der COVID-19-Pandemie vorzeitig. Auf die Teilnahme am Saisonschlussturnier, das angesetzt wurde, um nach der Unterbrechung den deutschen Meister zu ermitteln, verzichtete die Mannschaft aus finanziellen Gründen.

### Ab 2020: Dennis Schröder als Alleineigner
Im Mai 2020 wurde veröffentlicht, dass Dennis Schröder zum 1. Juli 2020 als alleiniger Gesellschafter der Basketball Löwen Braunschweig GmbH fungieren würde, bis dahin waren auch die Braunschweiger Versorgungs-AG & Co. KG, die Braunschweiger Beteiligungsgesellschaft mbH sowie der Stadtsportbund Braunschweig e. V. Mitgesellschafter. Von diesem Schritt erhofften sich die Beteiligten die Gewährleistung einer „einheitlichen strategischen Ausrichtung der Basketball Löwen“ und inmitten der COVID-19-Pandemie den Erhalt des Basketballstandortes Braunschweig.
Im Juli 2020 kehrte Oliver Braun als Geschäftsführer und Sportdirektor zurück, er löste Sebastian Schmidt ab, der seit Oktober 2017 bei den Braunschweigern gearbeitet hatte. Kurz nach Brauns Amtsantritt wurde unter dem Titel „Was gut war, soll wieder gut werden“ die Wiederaufnahme der Zusammenarbeit im Nachwuchsbereich mit der SG Braunschweig verkündet. Gegründet wurde die SG Junior Löwen gGmbH als Betreiber der Jugendförderung, an der gGmbH beteiligten sich als Gesellschafter die Basketballakademie von Dennis Schröder, ein Förderkreis unter der Schirmherrschaft von Daniel Theis sowie die Oskar-Kämmer-Schule gGmbH. Die Basketball Löwen behielten jedoch in sportlicher und wirtschaftlicher Hinsicht die Verantwortung für die Nachwuchsmannschaften in der JBBL und NBBL. Die sportliche Leitung der SG Junior Löwen gGmbH bekam der langjährige Braunschweiger Nachwuchsleiter Liviu Călin übertragen. Während der Sommerpause 2020 kehrten mehrere Weggefährten Schröders nach Braunschweig zurück: Neben Geschäftsführer Braun, der in seiner ersten Amtszeit bei Schröders Wechsel in die NBA eine entscheidende Rolle gespielt hatte, Schröders Freund Bazoumana Koné als Spieler, Kostas Papazoglou, mit dem Schröder 2012/13 in Braunschweig zusammenarbeitete, als Co-Trainer sowie Schröders ehemaliger Braunschweiger Mitspieler Nico Dilukila als Jugendtrainer. Im August 2020 erhielten die Basketball Löwen auf Geheiß ihres Gesellschafters Dennis Schröder neue Vereinsfarben und ein umgestaltetes Wappen. Die Farbenwahl begründete Schröder mit den Worten: „Schwarz und Gold sind meine Farben“.
Brauns Tätigkeit als Geschäftsführer und Sportdirektor endete bereits Anfang November 2020 wieder, nach Angaben der Löwen war dessen Aufgabe gewesen, die Mannschaft „durch die herausfordernde Sommer- und Saisonvorbereitungszeit zu manövrieren“, Braun habe die Löwen wieder in „ruhigere Fahrgewässer“ gebracht. Braun wechselte in den Aufsichtsrat. Neuer Geschäftsführer und Sportlicher Leiter wurde im November 2020 Nils Mittmann. Trainer Strobl verließ Braunschweig im Sommer 2021 in Richtung Gießen. Nachfolger wurde der Spanier Jesús Ramírez.
Das Schiedsgericht der FIBA verurteilte die Basketball Löwen Braunschweig GmbH im Februar 2021 zu einer Zahlung von 120 000 Euro zuzüglich Zinsen an den ehemaligen Braunschweiger Spieler Trevor Releford sowie zu einer Zahlung von 12 000 Euro zuzüglich Zinsen an das Unternehmen, das Releford beriet. Releford hatte ausstehende Gehaltszahlungen angemahnt. Die Basketball Löwen Braunschweig GmbH leitete in Deutschland rechtliche Schritte gegen Releford ein und veranlasste die Zahlung der vom FIBA-Schiedsgericht festgelegten Summe an den Spieler zunächst nicht. Die FIBA setzte daraufhin eine Strafmaßnahme ein, die zur Folge hatte, dass der Bundesligist ab dem 3. Mai 2021 vorerst keine Spielberechtigungen für neue Spieler ausgestellt bekam. Dagegen legte die Basketball Löwen Braunschweig GmbH Einspruch ein.
Die Braunschweiger verlegten sich verstärkt auf die Arbeit mit jungen Spielern. Unter anderem gelang den Zwillingen Brandon Tischler und Nicholas Tischler bei den Niedersachsen der Bundesliga-Durchbruch. Auch Sananda Fru entwickelte sich in Braunschweig deutlich weiter.
Im November 2023 ließ Geschäftsführer Mittmann die Teilnahme an einem europäischen Wettbewerb als mittelfristige Braunschweiger Zielsetzung verlauten. Des Weiteren forderte er, der Klub müsse attraktiver werden. Alleingesellschaft Dennis Schröder wurde zugeschrieben, die Löwen nicht nur mit Geldmitteln, sondern auch in Arbeitsabläufen wie der Verpflichtung von Neuzugängen zu unterstützen. Im Februar 2024 berichtete die Stadt Braunschweig, die stillgelegte Badmintonhalle eines ehemaligen Hotels an der Salzdahlumer Straße in eine Trainingsstätte für die Basketball Löwen Braunschweig mit angeschlossener Geschäftsstelle umzuwandeln. Die Arbeitsbedingungen in der baufälligen Tunica-Halle, die bislang für den Übungsbetrieb genutzt wurde, waren als unzureichend beschrieben worden. Die neuen Räumlichkeiten wurden im Mai 2025 bezogen.
Unter Trainer Ramírez schloss man die Bundesliga-Hauptrunde 2024/25 auf dem dritten Tabellenplatz ab. Im Viertelfinale um die deutsche Meisterschaft schied man aus. Ramírez, dessen Vertrag in Braunschweig noch bis 2027 Bestand hatte, wechselte im Sommer 2025 gegen eine Ablösesumme zum spanischen Erstligisten Basket Saragossa 2002. Assistenztrainer Kostas Papazoglou wurde zu Ramírez’ Nachfolger bestimmt.

### Mannschaftsnamen
- bis 2000: SG FT/MTV Braunschweig
- 2000–2001: Metabox Braunschweig
- 2001–2002: StadtSport Braunschweig
- 2002–2003: TXU Energie Braunschweig
- 2003–2006: BS Energy Braunschweig
- 2006–2014: New Yorker Phantoms Braunschweig
- Seit 2014: Basketball Löwen Braunschweig

### Trainerchronik
| Amtszeit        | Cheftrainer                                                              |
| --------------- | ------------------------------------------------------------------------ |
| bis 1988        | Eckhard Stein                                                            |
| 1988–03/1994    | Lothar Stein                                                             |
| 03/1994         | Leopold Dejworek                                                         |
| 1994            | Harald Stein/ Igors Miglinieks (beide übergangsweise als Spielertrainer) |
| 1994–11/1994    | Thomas Benson                                                            |
| 11/1994–1995    | John Van Crombruggen                                                     |
| 1995–1996       | Glenn „Chet“ Kammerer                                                    |
| 1996–1999       | Bill Magarity                                                            |
| 03/1999–10/2000 | John Van Crombruggen                                                     |
| 10/2000         | Liviu Calin                                                              |
| 10/2000–12/2000 | Brad Dean                                                                |
| 01/2001–02/2001 | Henrik Dettmann                                                          |
| 02/2001–12/2004 | Ken Scalabroni                                                           |
| 12/2004–01/2006 | Henrik Dettmann                                                          |
| 01/2006–2009    | Emir Mutapčić                                                            |
| 2009–2012       | Sebastian Machowski                                                      |
| 2012–2013       | Kostas Flevarakis                                                        |
| 2013–2016       | Raoul Korner                                                             |
| 2016–2019       | Frank Menz                                                               |
| 2019–2021       | Peter Strobl                                                             |
| 2021–2025       | Jesús Ramírez                                                            |
| seit 2025       | Kostas Papazoglou                                                        |

## Mannschaft

### Aktueller Kader
| Spieler | Spieler            | Spieler           | Spieler    | Spieler | Spieler | Spieler                      |
| Nr.     | Nat.               | Name              | Geburt     | Größe   | Info    | Letzter Verein               |
| ------- | ------------------ | ----------------- | ---------- | ------- | ------- | ---------------------------- |
|         |                    | Guards (PG, SG)   |            |         |         |                              |
| 01      | Vereinigte Staaten | TJ Crockett Jr.   | 09.09.1999 | 1,87 m  |         | VfL SparkassenStars Bochum   |
| 04      | Deutschland        | Gian Aydinoglu    | 31.05.2003 | 1,89 m  |         | Alba Berlin                  |
| 06      | Deutschland        | Ferdinand Zylka   | 11.04.1998 | 1,91 m  |         | Antwerp Giants               |
| 08      | Litauen            | Arnas Velička     | 10.12.1999 | 1,95 m  |         | BC Rytas                     |
| 13      | Schweden           | Barra Njie        | 13.01.2001 | 1,91 m  |         | ISB Iraurgi                  |
| 22      | Deutschland        | Noé Bom           | 24.07.2006 | 1,90 m  | DL      | Hamburg Towers               |
| 23      | Deutschland        | Martin Kalu       | 28.01.2005 | 1,98 m  |         | FC Bayern München            |
|         |                    | Forwards (SF, PF) |            |         |         |                              |
| 02      | Deutschland        | Benjamin Schröder | 28.08.2003 | 2,04 m  | DL      | George Washington University |
| 05      | Slowenien          | Luka Ščuka        | 23.05.2002 | 2,09 m  |         | KK Cedevita Olimpija         |
| 10      | Deutschland        | Sananda Fru       | 28.08.2003 | 2,09 m  |         | SG Junior Löwen              |
| 11      | Vereinigte Staaten | Chip Flanigan     | 10.04.1996 | 1,98 m  |         | SC Rasta Vechta              |
| 24      | Deutschland        | Romario Holloway  | 07.04.2005 | 2,03 m  | DL      | SG Junior Löwen              |
| 30      | /                  | Mertcan Gerhardt  | 31.01.2002 | 2,05 m  | DL      | OGM Ormanspor                |
|         |                    | Center (C)        |            |         |         |                              |
| 03      | Vereinigte Staaten | Tre Mitchell      | 24.09.2000 | 2,06 m  |         | University of Kentucky       |
| 34      | /                  | Gavin Schilling   | 10.11.1995 | 2,06 m  |         | Victoria Libertas Pesaro     |

| Trainer      | Trainer                   | Trainer         |
| Nat.         | Name                      | Position        |
| ------------ | ------------------------- | --------------- |
| Spanien      | Jesús Ramírez             | Cheftrainer     |
| Griechenland | Kostas Papazoglou         | Co-Trainer      |
| Rumänien     | Liviu Calin               | Co-Trainer      |
| Spanien      | Pedro Jesús Gonzáles Haro | Athletiktrainer |

| Legende                   | Legende                 |
| Abk.                      | Bedeutung               |
| ------------------------- | ----------------------- |
| Kapitän der Mannschaft    | Mannschaftskapitän      |
| Langfristige Verletzung   | Langfristige Verletzung |
| DL                        | Doppellizenzspieler     |
| A-Nat.                    | A-Nationalspieler       |
| Quellen                   |                         |
| Teamhomepage              |                         |
| Ligahomepage              |                         |
| Stand: 20. September 2024 |                         |

| Legende                   | Legende                 |
| Abk.                      | Bedeutung               |
| ------------------------- | ----------------------- |
| Kapitän der Mannschaft    | Mannschaftskapitän      |
| Langfristige Verletzung   | Langfristige Verletzung |
| DL                        | Doppellizenzspieler     |
| A-Nat.                    | A-Nationalspieler       |
| Quellen                   |                         |
| Teamhomepage              |                         |
| Ligahomepage              |                         |
| Stand: 20. September 2024 |                         |

### Ehemalige Kader
| Spieler | Spieler            | Spieler           | Spieler    | Spieler | Spieler | Spieler                    |
| Nr.     | Nat.               | Name              | Geburt     | Größe   | Info    | Letzter Verein             |
| ------- | ------------------ | ----------------- | ---------- | ------- | ------- | -------------------------- |
|         |                    | Guards (PG, SG)   |            |         |         |                            |
| 1       | Vereinigte Staaten | TJ Crockett Jr.   | 09.09.1999 | 1,87 m  |         | VfL SparkassenStars Bochum |
| 4       | Deutschland        | Gian Aydinoglu    | 31.05.2003 | 1,89 m  |         | Alba Berlin                |
| 6       | Deutschland        | Ferdinand Zylka   | 11.04.1998 | 1,91 m  |         | Antwerp Giants             |
| 14      | Vereinigte Staaten | Ahmaad Rorie      | 15.09.1995 | 1,86 m  |         | KK Mega Basket             |
| 31      | Schweden           | Barra Njie        | 13.01.2001 | 1,91 m  |         | ISB Iraurgi                |
|         |                    | Forwards (SF, PF) |            |         |         |                            |
| 3       | Deutschland        | Nicholas Tischler | 18.08.2000 | 2,01 m  |         | Baunach Young Pikes        |
| 10      | Deutschland        | Sananda Fru       | 28.08.2003 | 2,09 m  |         | SG Junior Löwen            |
| 13      | Deutschland        | Brandon Tischler  | 18.08.2000 | 2,01 m  |         | Baunach Young Pikes        |
| 15      | Tschechien         | Martin Peterka    | 12.01.1995 | 2,05 m  |         | ERA Basketball Nymbruk     |
| 30      | Deutschland        | Mertcan Gerhardt  | 31.01.2002 | 2,05 m  |         | OGM Ormanspor              |
| 43      | Senegal            | Amar Sylla        | 01.10.2001 | 2,06 m  |         | Betis Sevilla              |
|         |                    | Center (C)        |            |         |         |                            |
| 8       | Angola             | Jilson Bango      | 06.01.1999 | 2,08 m  |         | Primeiro de Agosto         |

| Trainer      | Trainer                   | Trainer         |
| Nat.         | Name                      | Position        |
| ------------ | ------------------------- | --------------- |
| Spanien      | Jesús Ramírez             | Cheftrainer     |
| Griechenland | Kostas Papazoglou         | Co-Trainer      |
| Rumänien     | Liviu Calin               | Co-Trainer      |
| Spanien      | Pedro Jesús Gonzáles Haro | Athletiktrainer |

| Legende                 | Legende                 |
| Abk.                    | Bedeutung               |
| ----------------------- | ----------------------- |
| Kapitän der Mannschaft  | Mannschaftskapitän      |
| Langfristige Verletzung | Langfristige Verletzung |
| DL                      | Doppellizenzspieler     |
| A-Nat.                  | A-Nationalspieler       |
| Quellen                 |                         |
| Teamhomepage            |                         |
| Ligahomepage            |                         |
| Stand: Saisonende       |                         |

| Legende                 | Legende                 |
| Abk.                    | Bedeutung               |
| ----------------------- | ----------------------- |
| Kapitän der Mannschaft  | Mannschaftskapitän      |
| Langfristige Verletzung | Langfristige Verletzung |
| DL                      | Doppellizenzspieler     |
| A-Nat.                  | A-Nationalspieler       |
| Quellen                 |                         |
| Teamhomepage            |                         |
| Ligahomepage            |                         |
| Stand: Saisonende       |                         |

| Spieler | Spieler            | Spieler           | Spieler    | Spieler | Spieler | Spieler             |
| Nr.     | Nat.               | Name              | Geburt     | Größe   | Info    | Letzter Verein      |
| ------- | ------------------ | ----------------- | ---------- | ------- | ------- | ------------------- |
|         |                    | Guards (PG, SG)   |            |         |         |                     |
| 0       | Deutschland        | Gian Aydinoglu    | 31.05.2003 | 1,89 m  |         | Alba Berlin         |
| 1       | Deutschland        | David Krämer      | 14.01.1997 | 1,98 m  |         | FC Bayern München   |
| 2       | Deutschland        | Jamil Hyangho     | 26.05.2003 | 1,85 m  |         | Alba Berlin         |
| 7       | Vereinigte Staaten | Divine Myles      | 25.02.1996 | 1,80 m  |         | Nizhny Novgorod     |
| 19      | Tschechien         | Ondrej Sehnal     | 10.10.1997 | 1,91 m  |         | USK Praha           |
| 20      | Vereinigte Staaten | R.J. Cole         | 24.08.1999 | 1,85 m  |         | Lavrio BC           |
| 21      | Deutschland        | Robin Amaize      | 31.01.1994 | 1,96 m  |         | FC Bayern München   |
| 33      | Vereinigte Staaten | Braydon Hobbs     | 17.05.1989 | 1,96 m  |         | Obradoiro CAB       |
|         |                    | Forwards (SF, PF) |            |         |         |                     |
| 3       | Deutschland        | Nicholas Tischler | 18.08.2000 | 2,01 m  |         | Baunach Young Pikes |
| 4       | Deutschland        | Luc van Slooten   | 17.04.2002 | 2,05 m  |         | Rasta Vechta        |
| 10      | Deutschland        | Sananda Fru       | 28.08.2003 | 2,09 m  |         | SG Junior Löwen     |
| 13      | Deutschland        | Brandon Tischler  | 18.08.2000 | 2,01 m  |         | Baunach Young Pikes |
| 14      | Vereinigte Staaten | Dustin Sleva      | 23.09.1995 | 2,03 m  |         | Paris Basketball    |
| 30      | Deutschland        | Mertcan Gerhardt  | 31.01.2002 | 2,05 m  |         | OGM Ormanspor       |
|         |                    | Center (C)        |            |         |         |                     |
| 8       | Angola             | Jilson Bango      | 06.01.1999 | 2,08 m  |         | Primeiro de Agosto  |
| 12      | Deutschland        | Jannik Göttsche   | 13.08.2000 | 2,07 m  |         | TSV Schapen         |
| 44      | /                  | Benedikt Turudić  | 27.01.1997 | 2,07 m  |         | Mitteldeutscher BC  |

| Trainer      | Trainer           | Trainer     |
| Nat.         | Name              | Position    |
| ------------ | ----------------- | ----------- |
| Spanien      | Jesús Ramírez     | Cheftrainer |
| Griechenland | Kostas Papazoglou | Co-Trainer  |
| Rumänien     | Liviu Calin       | Co-Trainer  |

| Legende                 | Legende                 |
| Abk.                    | Bedeutung               |
| ----------------------- | ----------------------- |
| Kapitän der Mannschaft  | Mannschaftskapitän      |
| Langfristige Verletzung | Langfristige Verletzung |
| DL                      | Doppellizenzspieler     |
| A-Nat.                  | A-Nationalspieler       |
| Quellen                 |                         |
| Teamhomepage            |                         |
| Ligahomepage            |                         |
| Stand: Saisonende       |                         |

| Legende                 | Legende                 |
| Abk.                    | Bedeutung               |
| ----------------------- | ----------------------- |
| Kapitän der Mannschaft  | Mannschaftskapitän      |
| Langfristige Verletzung | Langfristige Verletzung |
| DL                      | Doppellizenzspieler     |
| A-Nat.                  | A-Nationalspieler       |
| Quellen                 |                         |
| Teamhomepage            |                         |
| Ligahomepage            |                         |
| Stand: Saisonende       |                         |

| Spieler | Spieler            | Spieler           | Spieler    | Spieler | Spieler | Spieler                  |
| Nr.     | Nat.               | Name              | Geburt     | Größe   | Info    | Letzter Verein           |
| ------- | ------------------ | ----------------- | ---------- | ------- | ------- | ------------------------ |
|         |                    | Guards (PG, SG)   |            |         |         |                          |
| 0       | Vereinigte Staaten | Tookie Brown      | 22.11.1995 | 1,80 m  |         | Wilki Morskie Szczecin   |
| 1       | Deutschland        | David Krämer      | 14.01.1997 | 1,98 m  |         | FC Bayern München        |
| 8       | Deutschland        | Simon Roosch      | 05.01.2001 | 1,98 m  |         | SG Braunschweig          |
| 19      | Tschechien         | Ondrej Sehnal     | 10.10.1997 | 1,91 m  |         | USK Praha                |
| 21      | Deutschland        | Robin Amaize      | 31.01.1994 | 1,96 m  |         | FC Bayern München        |
| 32      | Lettland           | Arthurs Zagars    | 21.04.2000 | 1,90 m  |         | Joventut Badalona        |
|         |                    | Forwards (SF, PF) |            |         |         |                          |
| 3       | Deutschland        | Nicholas Tischler | 18.08.2000 | 2,01 m  |         | Baunach Young Pikes      |
| 4       | Deutschland        | Luc van Slooten   | 17.04.2002 | 2,05 m  |         | Rasta Vechta             |
| 5       | Kanada             | Owen Klassen      | 31.10.1991 | 2,08 m  |         | Boulazac Basket Dordogne |
| 10      | Deutschland        | Sananda Fru       | 28.08.2003 | 2,09 m  |         | SG Junior Löwen          |
| 13      | Deutschland        | Brandon Tischler  | 18.08.2000 | 2,01 m  |         | Baunach Young Pikes      |
| 15      | Tschechien         | Martin Peterka    | 12.01.1995 | 2,05 m  |         | ERA Nymburk              |
|         |                    | Center (C)        |            |         |         |                          |
| 12      | Deutschland        | Jannik Göttsche   | 13.08.2000 | 2,07 m  |         | TSV Schapen              |
| 44      | /                  | Benedikt Turudić  | 27.01.1997 | 2,07 m  |         | Mitteldeutscher BC       |

| Trainer      | Trainer           | Trainer     |
| Nat.         | Name              | Position    |
| ------------ | ----------------- | ----------- |
| Spanien      | Jesús Ramírez     | Cheftrainer |
| Griechenland | Kostas Papazoglou | Co-Trainer  |
| Rumänien     | Liviu Calin       | Co-Trainer  |

| Legende                 | Legende                 |
| Abk.                    | Bedeutung               |
| ----------------------- | ----------------------- |
| Kapitän der Mannschaft  | Mannschaftskapitän      |
| Langfristige Verletzung | Langfristige Verletzung |
| DL                      | Doppellizenzspieler     |
| A-Nat.                  | A-Nationalspieler       |
| Quellen                 |                         |
| Teamhomepage            |                         |
| Ligahomepage            |                         |
| Stand: Saisonende       |                         |

| Legende                 | Legende                 |
| Abk.                    | Bedeutung               |
| ----------------------- | ----------------------- |
| Kapitän der Mannschaft  | Mannschaftskapitän      |
| Langfristige Verletzung | Langfristige Verletzung |
| DL                      | Doppellizenzspieler     |
| A-Nat.                  | A-Nationalspieler       |
| Quellen                 |                         |
| Teamhomepage            |                         |
| Ligahomepage            |                         |
| Stand: Saisonende       |                         |

| Spieler | Spieler            | Spieler           | Spieler    | Spieler | Spieler | Spieler                 |
| Nr.     | Nat.               | Name              | Geburt     | Größe   | Info    | Letzter Verein          |
| ------- | ------------------ | ----------------- | ---------- | ------- | ------- | ----------------------- |
|         |                    | Guards (PG, SG)   |            |         |         |                         |
| 0       | Deutschland        | Lukas Wank        | 19.01.1997 | 1,98 m  |         | Niners Chemnitz         |
| 1       | Deutschland        | Bazoumana Koné    | 13.12.1993 | 1,93 m  |         | Oklahoma City Blue      |
| 2       | /                  | Anthony Watkins   | 31.10.2000 | 1,94 m  |         | Gießen Pointers         |
| 3       | Deutschland        | Garai Zeeb        | 06.04.1997 | 1,87 m  |         | Skyliners Frankfurt     |
| 3       | Vereinigte Staaten | James Robinson    | 04.03.1994 | 1,91 m  |         | Medi Bayreuth           |
| 5       | Vereinigte Staaten | Bryon Allen       | 01.05.1992 | 1,91 m  |         | KK Zadar                |
| 11      | Deutschland        | Luc van Slooten   | 17.04.2002 | 2,05 m  |         | Rasta Vechta            |
| 11      | Deutschland        | Kostja Mushidi    | 18.06.1998 | 1,95 m  |         | OKK Belgrad             |
| 21      | Deutschland        | Simon Roosch      | 05.01.2001 | 1,98 m  |         | SG Braunschweig         |
| 24      | Litauen            | Arnas Velicka     | 10.12.1999 | 1,95 m  |         | Champagne Châlons-Reims |
|         |                    | Forwards (SF, PF) |            |         |         |                         |
| 10      | Deutschland        | Sananda Fru       | 28.08.2003 | 2,05 m  |         | SG Junior Löwen         |
| 15      | Tschechien         | Martin Peterka    | 12.01.1995 | 2,05 m  |         | ERA Nymburk             |
| 17      | Deutschland        | Lukas Meisner     | 08.08.1995 | 2,04 m  |         | Medi Bayreuth           |
| 34      | /                  | Gavin Schilling   | 10.11.1995 | 2,06 m  |         | Ratiopharm Ulm          |
| 35      | Deutschland        | Karim Jallow      | 13.04.1997 | 1,98 m  |         | MHP Riesen Ludwigsburg  |
|         |                    | Center (C)        |            |         |         |                         |
| 12      | Deutschland        | Jannik Göttsche   | 13.08.2000 | 2,07 m  |         | TSV Schapen             |
| 44      | /                  | Benedikt Turudić  | 27.01.1997 | 2,07 m  |         | Mitteldeutscher BC      |

| Trainer | Trainer      | Trainer     |
| Nat.    | Name         | Position    |
| ------- | ------------ | ----------- |
| /       | Peter Strobl | Cheftrainer |

| Legende                 | Legende                 |
| Abk.                    | Bedeutung               |
| ----------------------- | ----------------------- |
| Kapitän der Mannschaft  | Mannschaftskapitän      |
| Langfristige Verletzung | Langfristige Verletzung |
| DL                      | Doppellizenzspieler     |
| A-Nat.                  | A-Nationalspieler       |
| Quellen                 |                         |
| Teamhomepage            |                         |
| Ligahomepage            |                         |
| Stand: Saisonende       |                         |

| Legende                 | Legende                 |
| Abk.                    | Bedeutung               |
| ----------------------- | ----------------------- |
| Kapitän der Mannschaft  | Mannschaftskapitän      |
| Langfristige Verletzung | Langfristige Verletzung |
| DL                      | Doppellizenzspieler     |
| A-Nat.                  | A-Nationalspieler       |
| Quellen                 |                         |
| Teamhomepage            |                         |
| Ligahomepage            |                         |
| Stand: Saisonende       |                         |

| Spieler | Spieler            | Spieler            | Spieler    | Spieler | Spieler | Spieler                  |
| Nr.     | Nat.               | Name               | Geburt     | Größe   | Info    | Letzter Verein           |
| ------- | ------------------ | ------------------ | ---------- | ------- | ------- | ------------------------ |
|         |                    | Guards (PG, SG)    |            |         |         |                          |
| 0       | Deutschland        | Lukas Wank         | 19.01.1997 | 1,98 m  |         | Niners Chemnitz          |
| 2       | Vereinigte Staaten | Jairus Lyles       | 06.07.1995 | 1,88 m  |         | MHP Riesen Ludwigsburg   |
| 3       | Deutschland        | Garai Zeeb         | 06.04.1997 | 1,87 m  |         | Skyliners Frankfurt      |
| 8       | Deutschland        | Lucca Staiger      | 14.06.1988 | 1,96 m  |         | Iberostar Tenerife       |
| 10      | Osterreich         | Thomas Klepeisz    | 04.08.1991 | 1,86 m  |         | Güssing Knights          |
| 11      | Deutschland        | Kostja Mushidi     | 18.06.1998 | 1,95 m  |         | OKK Belgrad              |
| 23      | Vereinigte Staaten | Trevor Releford    | 23.12.1991 | 1,83 m  |         | Mitteldeutscher BC       |
|         |                    | Forwards (SF, PF)  |            |         |         |                          |
| 5       | /                  | Henry Pwono        | 21.07.1991 | 2,01 m  |         | South West Metro Pirates |
| 31      | Vereinigte Staaten | Joseph Lawson III  | 14.09.1992 | 2,01 m  |         | Crailsheim Merlins       |
| 35      | Deutschland        | Karim Jallow       | 13.04.1997 | 1,98 m  |         | MHP Riesen Ludwigsburg   |
|         |                    | Center (C)         |            |         |         |                          |
| 12      | Deutschland        | Jannik Göttsche    | 13.08.2000 | 2,07 m  |         | TSV Schapen              |
| 21      | Serbien            | Aleksandar Marelja | 12.06.1992 | 2,07 m  |         | Mitteldeutscher BC       |
| 43      | Vereinigte Staaten | Scott Eatherton    | 17.11.1993 | 2,03 m  |         | BG Göttingen             |
| 44      | Deutschland        | Lars Lagerpusch    | 28.03.1998 | 2,05 m  | DL      | SG Braunschweig          |

| Trainer | Trainer      | Trainer     |
| Nat.    | Name         | Position    |
| ------- | ------------ | ----------- |
| /       | Peter Strobl | Cheftrainer |

| Legende                 | Legende                 |
| Abk.                    | Bedeutung               |
| ----------------------- | ----------------------- |
| Kapitän der Mannschaft  | Mannschaftskapitän      |
| Langfristige Verletzung | Langfristige Verletzung |
| DL                      | Doppellizenzspieler     |
| A-Nat.                  | A-Nationalspieler       |
| Quellen                 |                         |
| Teamhomepage            |                         |
| Ligahomepage            |                         |
| Stand: Saisonende       |                         |

| Legende                 | Legende                 |
| Abk.                    | Bedeutung               |
| ----------------------- | ----------------------- |
| Kapitän der Mannschaft  | Mannschaftskapitän      |
| Langfristige Verletzung | Langfristige Verletzung |
| DL                      | Doppellizenzspieler     |
| A-Nat.                  | A-Nationalspieler       |
| Quellen                 |                         |
| Teamhomepage            |                         |
| Ligahomepage            |                         |
| Stand: Saisonende       |                         |

## Bestmarken vergangener Spielzeiten
| Saison    | Punkte                       | Rebounds                    | Assists                     | Steals                     | Blocks                     |
| --------- | ---------------------------- | --------------------------- | --------------------------- | -------------------------- | -------------------------- |
| 2023/2024 | Jilson Bango 460 (13,5)      | Jilson Bango 240 (7,1)      | Ahmaad Rorie 184 (5,6)      | Ahmaad Rorie 34 (1,0)      | Jilson Bango 56 (1,7)      |
| 2022/2023 | David Krämer 527 (17,6)      | Jilson Bango 157 (6,5)      | Braydon Hobbs 145 (6,0)     | Braydon Hobbs 45 (1,9)     | Sananda Fru 28 (0,9)       |
| 2021/2022 | David Krämer 429 (14,3)      | Owen Klassen 201 (6,3)      | Ondrej Sehnal 199 (6,0)     | Luc van Slooten 38 (1,3)   | Owen Klassen 19 (0,6)      |
| 2020/2021 | Karim Jallow 517 (15,2)      | Gavin Schilling / 254 (7,5) | James Robinson 160 (4,9)    | Luc van Slooten 30 (0,9)   | Gavin Schilling / 14 (0,4) |
| 2019/2020 | Scott Eatherton 354 (17,7)   | Scott Eatherton 164 (8,2)   | Trevor Releford 105 (5,3)   | Scott Eatherton 33 (1,7)   | Scott Eatherton 13 (0,7)   |
| 2018/2019 | DeAndre Lansdowne 630 (18,5) | Scott Eatherton 272 (9,4)   | Joe Rahon 181 (4,9)         | DeAndre Lansdowne 55 (1,6) | Shaquille Hines 30 (0,9)   |
| 2017/2018 | Scott Eatherton 571 (17,3)   | Scott Eatherton 317 (9,6)   | Thomas Klepeisz 131 (3,9)   | DeAndre Lansdowne 58 (1,7) | Scott Eatherton 41 (1,2)   |
| 2016/2017 | Dyshawn Pierre 478 (14,9)    | Dyshawn Pierre 253 (7,9)    | Carlos Medlock 126 (4,2)    | Carlos Medlock 43 (1,4)    | Geoffrey Groselle 37 (1,2) |
| 2015/2016 | Keaton Grant 518 (15,2)      | Kenneth Frease 213 (6,3)    | Derek Needham 117 (3,8)     | Keaton Grant 64 (1,9)      | Kenneth Frease 48 (1,4)    |
| 2014/2015 | Tim Abromaitis 489 (14,4)    | Tim Abromaitis 205 (6,0)    | Dru Joyce 199 (6,0)         | Tim Abromaitis 50 (1,5)    | Kyle Visser 20 (0,6)       |
| 2013/2014 | Isaiah Swann 610 (17,9)      | Aaron Doornekamp 195 (5,7)  | Isaiah Swann 115 (3,4)      | Aaron Doornekamp 49 (1,4)  | Kyle Visser 23 (0,7)       |
| 2012/2013 | Dennis Schröder 384 (12,0)   | Eric Boateng 188 (5,9)      | Dennis Schröder 102 (3,2)   | Immanuel McElroy 33 (1,0)  | Nick Schneiders 27 (0,8)   |
| 2011/2012 | Kyle Visser 405 (11,0)       | Kyle Visser 193 (5,2)       | Immanuel McElroy 119 (3,4)  | Immanuel McElroy 35 (1,0)  | Kyle Visser 27 (0,7)       |
| 2010/2011 | Brandon Thomas 530 (14,2)    | Marcus Goree 176 (5,9)      | Kevin Hamilton / 140 (4,3)  | Kevin Hamilton / 70 (1,9)  | Marcus Goree 30 (1,1)      |
| 2009/2010 | Marcus Goree 257 (12,2)      | Marcus Goree 116 (5,5)      | Kevin Hamilton / 211 (5,3)  | Kevin Hamilton / 75 (1,9)  | Marcus Goree 23 (1,0)      |
| 2008/2009 | Dustin Salisbery 406 (12,7)  | Andrew Drevo 209 (6,5)      | William Franklin 126 (3,7)  | William Franklin 50 (1,5)  | Andrew Drevo 24 (0,8)      |
| 2007/2008 | John Allen 447 (13,2)        | Andrew Drevo 225 (6,6)      | John Allen 125 (3,7)        | Steven Wright 55 (1,6)     | Jonathan Levy 25 (0,7)     |
| 2006/2007 | Milko Bjelica 395 (12,0)     | Greg Morgan 207 (6,1)       | Gregory Davis 93 (2,7)      | Tory Walker 45 (1,4)       | Greg Morgan 41 (1,2)       |
| 2005/2006 | Tyray Pearson 403 (13,9)     | Tyray Pearson 274 (9,4)     | Vernard Hollins 60 (2,5)    | Chauncey Leslie 46 (1,6)   | Tyray Pearson 18 (0,6)     |
| 2004/2005 | Adam Hall 377 (14,5)         | Adam Hall 190 (7,3)         | Gordan Firic 107 (4,0)      | Joakim Blom 32 (1,1)       | Joakim Blom 17 (0,6)       |
| 2003/2004 | Demond Mallet 608 (21,7)     | Mike Mardesich / 170 (6,8)  | Demond Mallet 100 (3,6)     | Demond Mallet 46 (1,6)     | Mike Mardesich / 26 (1,0)  |
| 2002/2003 | Pete Lisicky / 565 (16,6)    | Szymon Szewczyk 228 (6,7)   | Gordan Firic 166 (5,5)      | Pete Lisicky / 56 (1,6)    | Szymon Szewczyk 29 (0,9)   |
| 2001/2002 | Demond Mallet 708 (20,2)     | Demond Mallet 151 (4,3)     | Demond Mallet 116 (3,3)     | Demond Mallet 50 (1,4)     | Sergej Smirnov 14 (0,5)    |
| 2000/2001 | Mark Flick / 415 (14,3)      | Mark Flick / 157 (5,4)      | Terrell McIntyre 105 (7,0)  | Mark Flick / 31 (1,1)      | Mark Flick / 13 (0,4)      |
| 1999/2000 | Orlando Lightfoot 547 (22,8) | Orlando Lightfoot 170 (7,1) | Brett Eppehimer / 129 (5,0) | Christian Mehrens 41 (1,6) | Christian Mehrens 33 (1,3) |
| 1998/1999 | Robert Boykins 363 (14,0)    | Robert Boykins 197 (7,6)    | Kenny Atkinson / 117 (5,1)  | Robert Boykins 41 (1,6)    | Robert Boykins 19 (0,7)    |

## Fans
Der Fanclub der Basketball Löwen Braunschweig heißt Basketball Supporters Braunschweig e. V. und begleitet die Mannschaft bei allen Auswärtsspielen.